# Nolina bigelovii
Nolina bigelovii es una especie de planta con rizoma perteneciente a la familia de las asparagáceas. Es originaria de  Norteamérica.

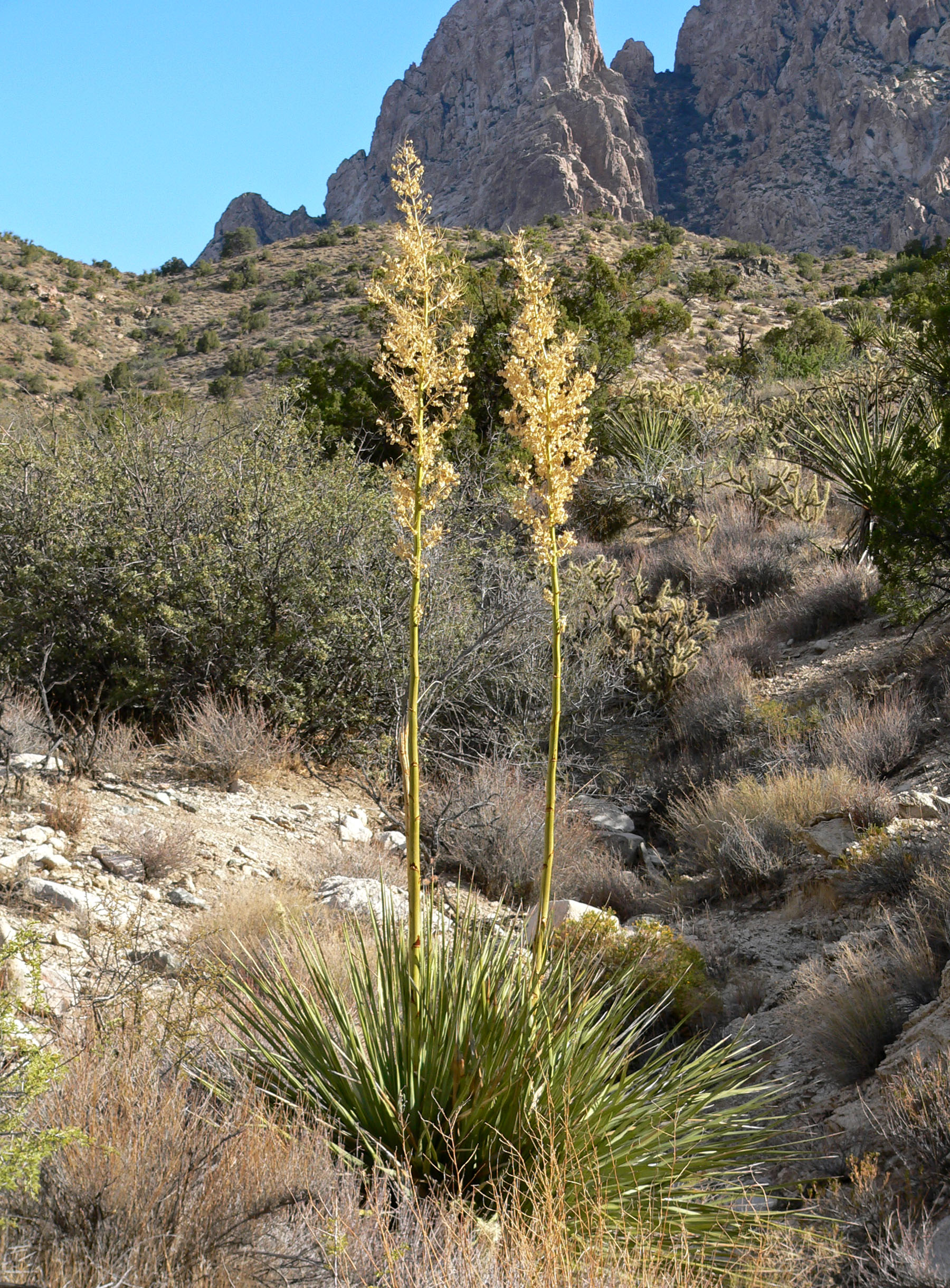
Detalle de la inflorescenscia

## Descripción
Es una planta caulescente, con rosetas leñosas, con caudices ramificados que forman pequeñas colonias. Los tallos de 10-25 dm de altura. Con 34-160 hojas por roseta; la hoja es rígida, linear-lanceolada, de  50 hasta 150 cm x 12-48 mm, glauca, escabrosa abaxialmente; bases en forma de cuchara, de 35-110 mm de ancho, márgenes enteros. El escapo de 6-24 dm, y 15-45 cm de diámetro. Con paniculadas inflorescencias compuestas, 7-13 dm × 13-70 (-110) cm, brácteas caducas. Flores: con pétalos de color crema a blanco. El fruto en forma de cápsulas de paredes delgadas,  con muesca basal y apical. Semillas de color gris, ovoides a oblongas, de 2.5-3.5 mm.

## Distribución y hábitat
La floración se produce  a mediados de primavera, en las laderas rocosas y en el sur de los desiertos de Mojave y Sonora, a una altitud de 300 - 1500 metros, en Arizona, California, Nevada, México (Baja California, Sonora).

## Taxonomía
Nolina bigelovii fue descrita por (Torr.) S.Watson y publicado en Proceedings of the American Academy of Arts and Sciences 14: 247, en el año 1879.
Etimología
Nolina: nombre genérico otorgado en honor del botánico francés  Abbé P. C. Nolin, coautor del trabajo publicado 1755 Essai sur l'agricultura moderne.
bigelovii: epíteto
Sinonimia
- Beaucarnea bigelovii (Torr.) Baker
- Dasylirion bigelovii Torr. basónimo[3]